# Nickelodeon Kids' Choice Awards 2014
De Nickelodeon Kids' Choice Awards 2014 was de 27e editie van de jaarlijkse prijsuitreikingshow van de kinderzender Nickelodeon. De show vond plaats op 29 maart 2014 in Los Angeles en werd gepresenteerd door Mark Wahlberg. Voor Nederland ging Bart Boonstra naar Los Angeles om de favoriete ster: Nederland/België uit te reiken en presenteerde de show voor Nederland.

## Na de show
Na de show van 2014 liet Nickelodeon de seriepremière van de Amerikaanse hitshow De Thundermans zien.

## Categorieën
Winnaars zijn dikgedrukt.

1 Geeft aan dat dit de eerste keer is dat hij/zij genomineerd is.

2 Geeft de winnaar van vorig jaar aan in de desbetreffende categorie.

Dit geldt niet voor: favoriete televisieactrice, favoriete animatiespeler als dier, favoriete film, favoriete filmacteur, favoriete filmactrice, favoriete geanimeerde film, favoriete stemacteur,  favoriete vrouwelijke/mannelijke Buttkicker, favoriete nummer, favoriete videospel, favoriete app, favoriete grappige ster, meest enthousiaste atleet en favoriete ster: Nederland/België.

### Televisie

#### Favoriete tv-show
- The Big Bang Theory 1
- Good Luck Charlie
- Jessie 1
- Sam & Cat 1 (Winnaar)

#### Favoriete Realityshow
- America's Got Talent
- American Idol
- The Voice
- Wipeout 2 (Winnaar, derde keer op rij)

#### Favoriete Cartoon
- Adventure Time 1
- Phineas en Ferb
- SpongeBob SquarePants 2 (Winnaar, zesde keer op rij)
- Teenage Mutant Ninja Turtles 1

#### Favoriete televisieacteur
- Benjamin Flores, Jr. als Louie Preston voor De Hathaways: Een geestige familie
- Jack Griffo als Max Thunderman voor De Thundermans
- Ross Lynch als Austin Moon voor Austin & Ally 2 (Winnaar, tweede keer op rij)
- Jake Short als Fletcher Quimby voor A.N.T. Farm

#### Favoriete televisieactrice
- Ariana Grande als Cat Valentine voor Sam & Cat (Winnaar)
- Jennette McCurdy als Sam Puckett voor Sam & Cat
- Bridgit Mendler als Teddy Duncan voor Good Luck Charlie
- Debby Ryan als Jessie Prescott voor Jessie

#### Favoriete animatiespeler als dier(nieuwe categorie)
- Patrick Ster van SpongeBob SquarePants (Winnaar)
- Perry het vogelbekdier van Phineas en Ferb
- Sparky van The Fairly OddParents
- Waddles van Gravity Falls

### Film

#### Favoriete film
- The Hunger Games: Catching Fire (Winnaar)
- Iron Man 3
- Oz the Great and Powerful
- De Smurfen 2

#### Favoriete filmacteur
- Johnny Depp als Tonto voor The Lone Ranger
- Robert Downey jr. als Tony Stark/Iron Man voor Iron Man 3
- Neil Patrick Harris als Patrick Winslow voor De Smurfen 2
- Adam Sandler als Lenny Feder voor Grown Ups 2 (Winnaar)

#### Favoriete filmactrice
- Sandra Bullock als Dr. Ryan Stone voor Gravity
- Mila Kunis als Theodora voor Oz the Great and Powerful
- Jennifer Lawrence als Katniss Everdeen voor The Hunger Games: Catching Fire (Winnaar)
- Jayma Mays als Grace Winslow voor De Smurfen 2

#### Favoriete geanimeerde film
- Cloudy with a Chance of Meatballs 2
- Despicable Me 2
- Frozen (Winnaar)
- Monsters University

#### Favoriete stemacteur
- Steve Carell als Felonious Gru voor Despicable Me 2
- Miranda Cosgrove als Margo voor Despicable Me 2 (Winnaar)
- Billy Crystal als Alex voor Monsters University
- Katy Perry als Smurfette voor De Smurfen 2

#### Favoriete vrouwelijke Buttkicker
- Sandra Bullock als Dr. Ryan Stone voor Gravity
- Jennifer Lawrence als Katniss Everdeen voor The Hunger Games: Catching Fire (Winnaar)
- Evangeline Lilly als Tauriel voor The Hobbit: The Desolation of Smaug
- Jena Malone als Johanna Mason voor The Hunger Games: Catching Fire

#### Favoriete mannelijke Buttkicker
- Johnny Depp als Tonto voor The Lone Ranger
- Robert Downey jr. als Tony Stark/Iron Man voor Iron Man 3 (Winnaar)
- Hugh Jackman als Logan/Wolverine voor The Wolverine
- Dwayne Johnson als Roadblock/Marvin F. voor G.I. Joe: Retaliation

### Muziek

#### Favoriete band
- Maroon 5
- One Direction 2 (Winnaar, tweede keer op rij)
- OneRepublic 1
- Macklemore & Ryan Lewis 1

#### Favoriete zanger
- Bruno Mars
- Pitbull 1
- Justin Timberlake 1 (Winnaar)
- Pharrell Williams 1

#### Favoriete zangeres
- Lady Gaga
- Selena Gomez (Winnaar)
- Katy Perry 2
- Taylor Swift

#### Favoriete nummer
- "I Knew You Were Trouble" door Taylor Swift
- "Roar" door Katy Perry
- "Story of My Life" door One Direction (Winnaar)
- "Wrecking Ball" door Miley Cyrus

### Overige categorieën

#### Favoriete boek
- Diary of a Wimpy Kid (Winnaar)
- Harry Potter
- De Hobbit 1
- The Hunger Games 2

#### Favoriete videospel
- Angry Birds Star Wars
- Disney Infinity
- Just Dance 2014 (Winnaar)
- Minecraft

#### Favoriete app
- Angry Birds Star Wars I
- Candy Crush Saga
- Despicable Me: Minion Rush (Winnaar)
- Temple Run

#### Favoriete grappige ster(nieuwe categorie)
- Kaley Cuoco
- Kevin Hart (Winnaar)
- Andy Samberg
- Sofía Vergara

#### Meest enthousiaste atleet(nieuwe categorie)
- Dwight Howard (Basketballer) (Winnaar)
- Cam Newton (Americanfootballspeler)
- David Ortiz (Honkbalspeler)
- Richard Sherman (Americanfootballspeler)

#### Favoriete ster: Nederland/België
- B-Brave (Winnaar)
- Julia van der Toorn
- Martin Garrix
- Stromae

The Big Ballot · 1988 · 1989 · 1990 · 1991 · 1992 · 1993 · 1994 · 1995 · 1996 · 1997 · 1998 · 1999 · 2000 · 2001 · 2002 · 2002 · 2003 · 2004 · 2005 · 2006 · 2007 · 2008 · 2009 · 2010 · 2011 · 2012 · 2013 · 2014 · 2015 · 2016 · 2017